# كزه
 كزه  بالفارسية (گِزه) قرية صغيرة تـتبع بلدة جناح (بالفارسية: بخش جناح ) من توابع مدينة بستك وتقع في محافظة هرمزگان في جنوب غرب إيران. إحدى قرى « إقليم فرامرزان».

## حدود قرية كزه
حدود قرية كزه: من الشمال نهر مهران، ومن الجنوب باي تاوه، من الغرب قرية هنكويه ومن الشرق تنتهي بقرية كركو.

## السكان
يبلغ عدد سكان هذه القرية حسب تعداد السكان لعام 2006 للميلاد، (516) نسمة تشكل (108) عائلة، من أهل السنة والجماعة وعلى المذهب الشافعي. يتكلمون الفارسية باللهجة المحلية. بها مساجد، وعدة مدارس: ابتدائية، والاعدادية والثانوية، كذلك بها المرافق العامة كشبكة المياه والكهرباء والهاتف. وعيادة صحية صغيرة، وعدد كبير من البرك لحفظ مياه الأمطار إذا سالت الأودية، وحالى 2000 نخلة مثمرة.

## وصلات خارجية
- التقسيمات الادارية لمحافظة هرمزگان